# らくらくホンIII
らくらくホン III（らくらくホン・スリー）は、富士通製のNTTドコモの第二世代携帯電話 (mova) 端末、mova F672i（ムーバ・エフ ろく なな に・アイ）のブランド名。
形状は折りたたみ式。iモード対応だがiアプリには非対応。歩数計を搭載しているがカメラ非搭載。
FOMAらくらくホン以降のらくらくホンが、らくらくホンシンプル以外はカメラ付機種となった為に、この機種はFOMA らくらくホン発売以降もらくらくホンのカメラ無し機種として継続発売された。

## 歴史
- 2003年7月7日　 テレコムエンジニアリングセンター(TELEC)による技術基準適合証明の工事設計認証（工事設計認証番号001WAA1109）
- 2003年7月10日　電気通信端末機器審査協会による技術基準適合認定の設計認証（設計認証番号A03-0378JP、J03-0054）
- 2003年7月26日　TELECによる技術基準適合証明の工事設計認証（工事設計認証番号001WAA1202）
- 2003年9月2日　 開発を発表。
- 2003年9月5日　 パールゴールド、フロンティアブルー、フェザーグリーン発売
- 2004年9月1日　 ソフトブルー、フレグランスピンク発売
- 2005年9月1日　 ナチュラルグリーン発売
- 2012年3月31日　movaサービス終了により使用はこの日限りとなる。